# 1999 REMIXES
『1999 REMIXES』（1999・リミックシズ）は、T-BOLANのリミックス・アルバム。1999年1月23日発売。発売元はZAIN RECORDS。

## 内容
1996年以降、活動凍結中だったT-BOLANにとって、バラードベスト『BALLADS』以降、実に2年ぶりにリリースされたアルバム。全曲徳永暁人を始めとしたビーイング所属のアレンジャーによってリミックスされており、T-BOLANのメンバー自身は関わっていない。メンバーによるプロモーション活動等も一切なく、メディアに登場することはなかった。
アルバムからのリード・シングルとして「じれったい愛 '98」が発売された。T-BOLANにとって久々のリリース作品だったが、バンドは活動再開することなく、これが最後のシングルのリリースとなり、T-BOLANは1999年12月で解散することになる。

## 収録曲
1. じれったい愛 '98
  - 作詞・作曲:森友嵐士、編曲:徳永暁人

16thシングル。原曲は5thシングル。
2. おさえきれない この気持ち '99
  - 作詞・作曲:森友嵐士、編曲:大島康祐

原曲は7thシングル。
3. 刹那さを消せやしない '99
  - 作詞:森友嵐士、作曲:森友嵐士・五味孝氏、編曲:徳永暁人

原曲は9thシングル。
4. 離したくはない '99
  - 作詞・作曲:森友嵐士、編曲:徳永暁人

原曲は2ndシングル。
5. 悲しみが痛いよ '99
  - 作詞・作曲:川島だりあ、編曲:徳永暁人

原曲は1stシングル。
6. Bye For Now '98
  - 作詞・作曲:森友嵐士、編曲:徳永暁人

16thシングル『じれったい愛 '98』のカップリング曲。原曲は6thシングル。
7. No.1 Girl '99
  - 作詞・作曲:森友嵐士、編曲:寺尾広

原曲は11thシングル『LOVE』のカップリング曲。
8. Heart of Gold '99
  - 作詞:森友嵐士、作曲:川島だりあ、編曲:徳永暁人

原曲は2ndシングル『離したくはない』のカップリング曲。
9. 傷だらけを抱きしめて '99
  - 作詞・作曲:森友嵐士、編曲:小澤正澄

原曲は9thシングル両A面曲。
10. わがままに抱き合えたなら '99
  - 作詞・作曲:森友嵐士、編曲:徳永暁人

原曲は10thシングル。
11. すれ違いの純情 '99
  - 作詞:森友嵐士、作曲:織田哲郎、編曲:池田大介

原曲は8thシングル。
12. BOY '99
  - 作詞:森友嵐士・青木和義、作曲:森友嵐士、編曲:MACOTEAU T.

原曲は3rdアルバム『SO BAD』収録曲。